# Чернушка (нижний приток Ваи)
Эта статья о нижнем притоке Ваи, статья о реке Чернушка — верхнем притоке Ваи находится здесь

Чернушка, Чернуха — река в России, протекает в Шахунском районе Нижегородской области. Устье реки находится в 30 км по правому берегу реки Вая. Длина реки составляет 13 км.
Исток реки находится у деревни Чёрное в 19 км к юго-западу от Шахуньи. В верхнем течении на реке стоят деревни Чёрное, Епифанки и Завражье, в нижнем течении река входит в ненаселённый лесной массив. Впадает в Ваю выше деревни Шиликша на границе с Тонкинским районом.

## Данные водного реестра
По данным государственного водного реестра России относится к Верхневолжскому бассейновому округу, водохозяйственный участок реки — Ветлуга от города Ветлуга и до устья, речной подбассейн реки — Волга от впадения Оки до Куйбышевского водохранилища (без бассейна Суры). Речной бассейн реки — (Верхняя) Волга до Куйбышевского водохранилища (без бассейна Оки).
По данным геоинформационной системы водохозяйственного районирования территории РФ, подготовленной Федеральным агентством водных ресурсов:
- Код водного объекта в государственном водном реестре — 08010400212110000043250
- Код по гидрологической изученности (ГИ) — 110004325
- Код бассейна — 08.01.04.002
- Номер тома по ГИ — 10
- Выпуск по ГИ — 0